# Fitzroy (Falklandinseln)
Fitzroy ist eine Siedlung auf Ostfalkland. Sie wird in Fitzroy-Nord und Fitzroy-Süd durch den Fitzroy River geteilt, er wird von einem See auf der Ostseite des Mount Whickham gespeist.

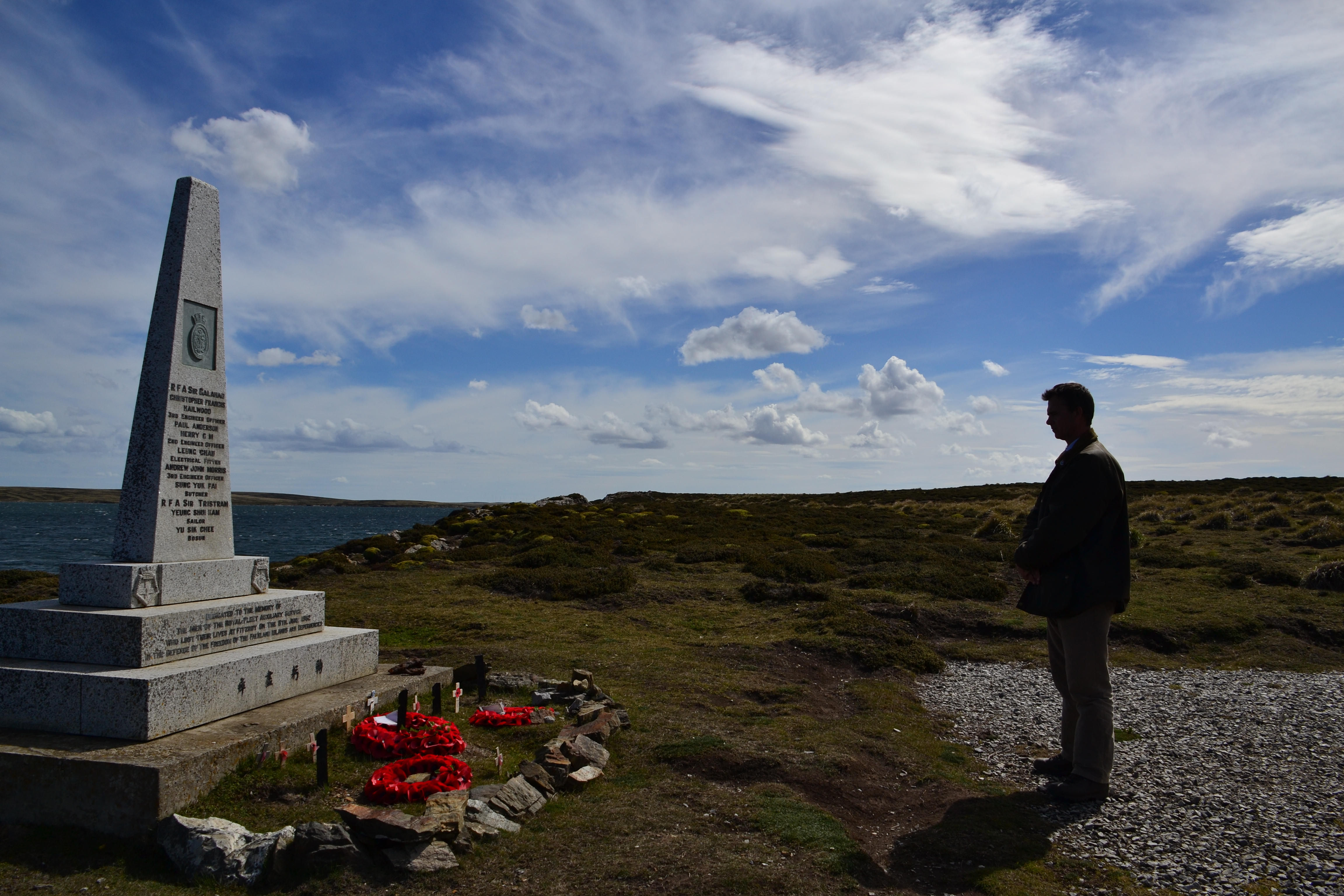
Welsh Guards Memorial

Die Siedlung ist nach Robert FitzRoy benannt, der während Darwins Reisen die Beagle befehligte. Fitzroy liegt an der Bucht Port Pleasant.

## Vorfall im Falklandkrieg
Während des Falklandkriegs 1982 wurden die Marinehilfsschiffe Sir Galahad und Sir Tristram, mit Kontingenten der Welsh Guards von der argentinischen Luftwaffe in den Gewässern vor Fitzroy bombardiert, als sie versuchten, die dort lagernden Soldaten zu verstärken. Ein Denkmal auf einer kleinen Bucht bei Fitzroy erinnert an jedes Schiff mit Widmungen auf Englisch und Walisisch auf beiden Seiten.